# Gustav Grupe
Gustav Friedrich Heinrich Grupe (* 9. August 1895 in Coppenbrügge; † 28. Juni 1973 in Hamburg) war ein deutscher Intendant und Bürgerschaftsabgeordneter.
Grupe war Bankangestellter, er trat zum 1. März 1929 der NSDAP bei (Mitgliedsnummer 126.608). Von 1931 bis 1933 saß er für die Partei in der Hamburger Bürgerschaft.
Grupe wurde im September 1933 kommissarischer Intendant des NDR-Vorgängers, der Nordische Rundfunk AG.
Gustav Grupe ruht in der Familiengrabstätte auf dem Friedhof Ohlsdorf. Sie liegt im Planquadrat J 9 beim Rosengarten.